# Здбиці
Здбиці (пол. Zdbice, нім. Stabitz) — село в Польщі, у гміні Валч Валецького повіту Західнопоморського воєводства.
Населення — 170 осіб (2011).
У 1975-1998 роках село належало до Пільського воєводства.

## Демографія
Демографічна структура станом на 31 березня 2011 року:
|          | Загалом | Допрацездатний вік | Працездатний вік | Постпрацездатний вік |
| -------- | ------- | ------------------ | ---------------- | -------------------- |
| Чоловіки | 86      | 12                 | 66               | 8                    |
| Жінки    | 84      | 15                 | 51               | 18                   |
| Разом    | 170     | 27                 | 117              | 26                   |